# Dipai
Dipai (kinesiska: 地派) är en köping i sydöstra Kina. Den ligger i Longmen härad i staden Huizhou i provinsen Guangdong, omkring 110 kilometer nordost om provinshuvudstaden Guangzhou. Antalet invånare är 13 991. Befolkningen består av 6 751 kvinnor och 7 240 män. Barn under 15 år utgör 20,0 %, vuxna 15-64 år 69 %, och äldre över 65 år 10,0 %.